# 戸田 (中世)
戸田（こでん/へた）は、伊勢神宮領の田地のこと。

## 概要
元は伊勢国に属する神郡などにあった封戸が元であったと考えられている。平安時代末期の12世紀には戸田からの所当官物の使途が細かく決められ、内宮・外宮・他の諸宮の祭祀料物などの経費、あるいは神官・職掌人への給付物などとして配分されている。